# Sandro de Gouveia
Sandro de Gouveia (28 luglio 1978) è un ex calciatore namibiano, di ruolo centrocampista.

## Carriera

### Nazionale
Ha collezionato 6 presenze in Nazionale.